# João Dias de Castro
João Dias de Castro (Piratini, 1807 — agosto de 1878) foi um político brasileiro.

## Biografia
Filho do alferes Bernardo Dias de Castro e Isabel Alves Pereira. Casou-se em Porto Alegre, em 30 de abril de 1835, com Josefa Maria da Conceição (Rio Pardo, 1820-), filha de Manuel José Machado e Gertrudes Maria de Borba. Tiveram uma filha: Júlia Dias de Castro (1861-). Era irmão de Bernardo Dias de Castro.
Cursou a Faculdade de Direito de São Paulo, graduando-se como Bacharel em 1833.
Foi o promotor público que montou o processo dos Farrapos para investigar os revoltosos.
Foi presidente da província do Rio Grande do Sul por três vezes, de 12 de junho a 24 de junho de 1839, de 12 de setembro a 20 de outubro de 1871 e de 5 de fevereiro a 21 de maio de 1877.
Foi deputado provincial eleito à 1ª Legislatura da Assembleia Provincial, escolhido para a mesa diretora, como: 1º secretário, do período de 4 de março a 22 de março de 1848 e de 1º de outubro a 30 de novembro de 1852 (5ª Legislatura); 2º secretário suplente, do período de 1º de outubro a 04 de novembro de 1850 (4ª Legislatura). Presidente da mesma Assembleia pelos seguintes períodos: de 2 de outubro a 16 de dezembro de 1854, de 1º de outubro a 30 de novembro de 1855, de 11 de outubro a 16 de dezembro de 1857, de 5 de novembro de 1858 a 4 de janeiro de 1859, de 5 de novembro de 1859 a 2 de janeiro de 1860, de 5 de novembro de 1860 a 4 de janeiro de 1861, de 4 de março a 30 de março de 1861 (Sessão Extraordinária) e de 10 de novembro de 1861 a 14 de janeiro de 1862.
Faleceu em Porto Alegre, em agosto de 1878.